# Rudolf Bahn

Rudolf Bahn

Rudolf Bahn (* 29. Mai 1837 in Havelberg; † 12. Februar 1913 in Sorau) war Unternehmer und Mitglied des Deutschen Reichstags.

## Leben
Rudolf Bahn besuchte die Bürgerschule zu Havelberg von 1843 bis 1849 und das Gymnasium zu Neuruppin von 1849 bis 1854. Er widmete sich der kaufmännischen Laufbahn und trat 1864 als Sozius in die Firma J. G. Frenzel in Sorau ein und zog sich 1898 von der Leitung des Geschäfts zurück. Er genügte seiner Militärpflicht als Einjährig-Freiwilliger im Infanterie-Regiment Nr. 12 von 1859 bis 1860. Von 1874 ab war er Mitglied der ehemaligen Sorauer Handelskammer, späteren Handelskammer für die östliche Niederlausitz zu Sorau und Vorsitzender derselben seit 1895. Weiter war er Mitglied des Vorstandes der Leinen-Berufsgenossenschaft und Vorsitzender deren Sektion 6, Mitglied des Magistrats, des Kirchenrats und des Vorstandes der Kreis-Synode. Außerdem war er Mitglied des Vorstandes der preußischen höheren Fachschule für die Textilindustrie, Vorsitzender des Märkisch Lausitzer Verbandes für Verbreitung von Volksbildung und Mitglied von Vorständen verschiedener Wohltätigkeits-Anstalten. Er war Träger des Roten Adlerordens IV. Klasse.
Von 1903 bis 1912 war er Mitglied des Deutschen Reichstags für den Wahlkreis Regierungsbezirk Frankfurt 8 Sorau, Forst und die Nationalliberale Partei.